# Mîkilske, Svitlovodsk
Mîkilske (în ucraineană Микільське) este localitatea de reședință a comunei Mîkilske din raionul Svitlovodsk, regiunea Kirovohrad, Ucraina.

## Demografie
Componența lingvistică a localității Mîkilske
     Rusă (75,91%)
     Ucraineană (23,49%)
     Alte limbi (0,18%)
Conform recensământului din 2001, majoritatea populației localității Mîkilske era vorbitoare de rusă (75,91%), existând în minoritate și vorbitori de ucraineană (23,49%).